# Villarroya
Villarroya – gmina w Hiszpanii, w prowincji La Rioja, w La Rioja, o powierzchni 11,77 km². W 2011 roku gmina liczyła 9 mieszkańców.